# Rosarito
Playas de Rosarito is een stad in de Mexicaanse staat Baja California. De plaats heeft 56.887 inwoners (census 2005) en is de hoofdplaats van de gemeente Playas de Rosarito.
Rosarito valt onder het stedelijk gebied San Diego-Tijuana en is gelegen aan de kust van de Grote Oceaan. Het is de westelijkst gelegen stad van Mexico en Latijns-Amerika. De stad is een populaire badplaats, met name voor toeristen uit de Verenigde Staten.
In Rosarito bevinden zich filmstudio's van 20th Century Fox, waar onder andere de film Titanic is opgenomen.

## Geboren
- Héctor Herrera (1990), voetballer